# Mulino Badii
Il Mulino Badii è un complesso architettonico situato nel comune di Massa Marittima, nella provincia di Grosseto, nei pressi della frazione di Ghirlanda.

## Storia
Il complesso nacque nel 1857 per volere del cavaliere Giuseppe Petrocchi, cittadino onorario di Massa Marittima. Nel 1918 fu acquisito da Mazzini Badii insieme all'ingegnere Hanpt, che lo trasformò nel Mulino Pastificio di Ghirlanda, con l'aggiunta di un fabbricato negli anni 1924 e 1925, pregevolmente decorato in stile liberty con tanto di torre con orologio. Nel 1940 fu aggiunto un ulteriore edificio in contrasto con le strutture precedenti, bensì di imponente stazza tipica dell'architettura fascista. Nella struttura denominata La Villa avevano dimora le famiglie dei dirigenti.
La struttura è caduta in disuso nel secondo dopoguerra e attualmente versa in condizioni di abbandono e degrado, con il crollo dei solai avvenuto nel corso degli anni novanta. Al momento esiste un progetto di riqualificazione dell'intera area.